# Usakos

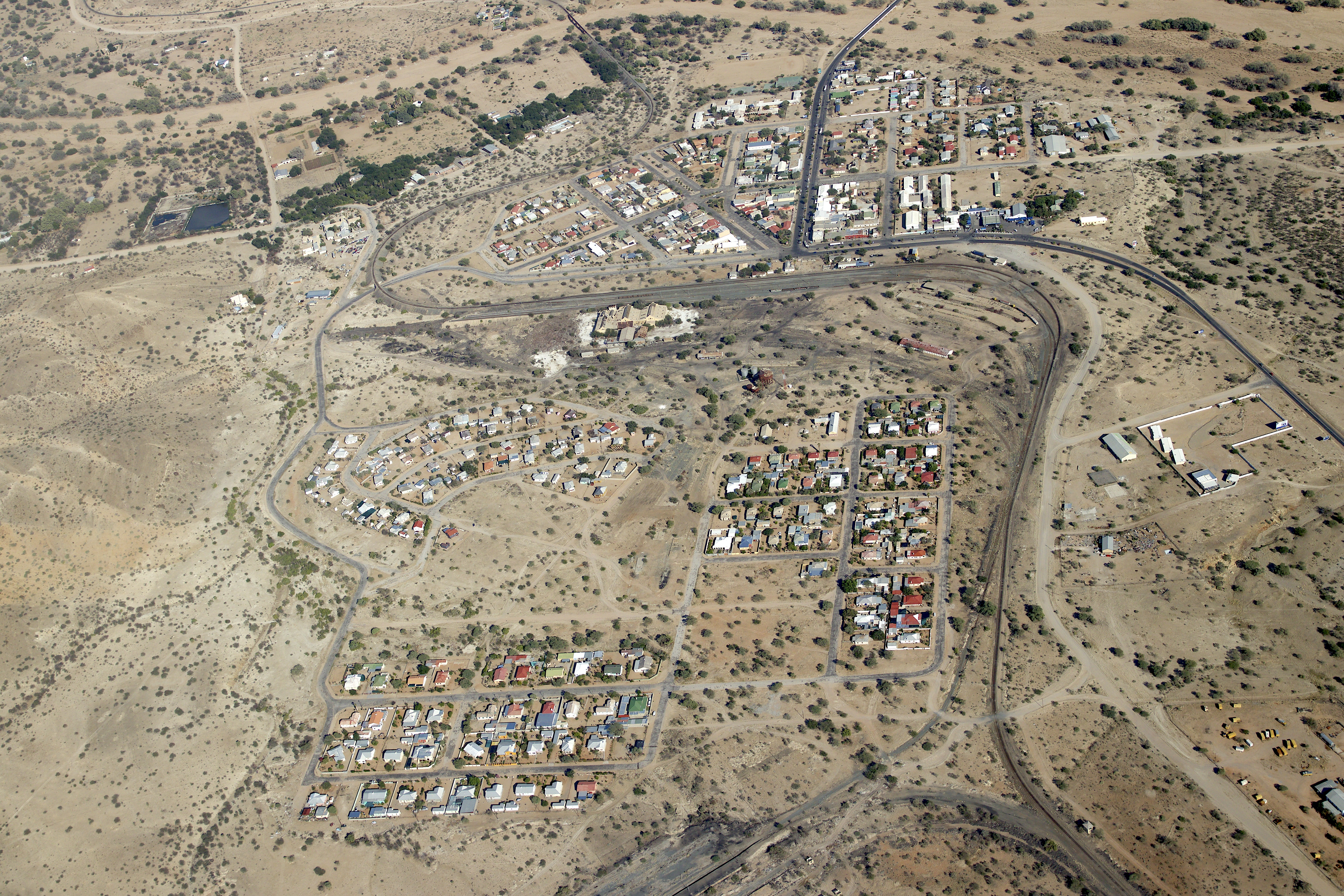
Vista aérea de Usakos, 2018.

Usakos es una localidad ubicada a 70 kilómetros al noreste de Swakopmund en Namibia.  Está situada sobre la ruta B2, el camino principal entre la costa y Okahandja, donde los caminos doblan hacia la capital, Windhoek.  Rodeada por montañas, Usakos es pintoresca.  Existen varias estaciones gasolineras y bancos así como otros servicios.
Usakos es la localidad más próxima al  Spitzkoppe, a menudo referido como el "Cervino de Namibia."
- Datos: Q1457265
- Multimedia: Usakos / Q1457265